# Petra (Jordanija)
Petra (arabsko البتراء, Al-Batrā, starogrško Πέτρα), prvotno znana kot Raqmu, je zgodovinsko in arheološko najdišče na jugu Jordanije. Leži na pobočju Jabal Al-Madbah v kotlini med gorami, ki tvorijo vzhodni breg doline Arabah, ki poteka od Mrtvega morja do zaliva Akaba. Petra naj bi bila naseljena že 9000 pr. n. št. in verjetno ustanovljena v 4. stoletju pred našim štetjem kot glavno mesto Nabatejskega kraljestva. Nabatejci so bili nomadski Arabci, ki so zgradili Petro v bližini trgovskih poti tako, da so jo postavili kot glavno regionalno trgovsko središče . 
Mesto je dostopno skozi 1,2 kilometra dolgo sotesko, imenovano Sik, ki vodi neposredno do Al-Khazneh.
Trgovina je Nabatejcem prinašala znaten prihodek, Petra pa je postala središče tega bogastva. Najzgodnejša zabeležena zgodovinska omemba Petre je bila, ko so grški Antigonidi napadli mesto leta 312 pr. n. št. Nabatejci so bili v nasprotju s svojimi sovražniki navajeni, da so živeli v neplodnih puščavah in so lahko odvrnili napade z izkoriščanjem gorskega reliefa območja. Posebej so bili spretni pri zbiranju deževnice, kmetijstvu in kamnitih rezbarijah. Petra je cvetela v 1. stoletju našega štetja, ko je bila zgrajena njena slavna struktura Al-Khazneh, ki naj bi bila mavzolej nabatejskega kralja Areta IV. V tistem času je imelo mesto 20.000 prebivalcev .
Čeprav je Nabatejsko kraljestvo v 1. stoletju pred našim štetjem postalo država v Rimskem cesarstvu, je šele leta 106. izgubila svojo neodvisnost. Rimljani so kraljestvo preimenovali v Arabia Petraea. Petra se je zmanjšala, saj so se pojavile pomorske trgovske poti, po potresu leta 363 pa so bile uničene številne strukture. Bizantinska doba je bila priča izgradnji več krščanskih cerkva, vendar je mesto še naprej nazadovalo in v zgodnji islamski dobi postalo zapuščeni kraj, kjer je živela le peščica nomadov. Svet je ostal pozabljen, dokler ga leta 1812 ni odkril Johann Ludwig Burckhardt .
Znana po svoji arhitekturi in sistemu vodovoda se Petra imenuje tudi Rožnato mesto zaradi barve kamna, iz katerega je izklesana . Od leta 1985 je na seznamu Unescove svetovne dediščine. UNESCO jo je opisal kot »eno izmed najdragocenejših kulturnih značilnosti človeške kulturne dediščine« . Leta 2007 je bil Al-Khazneh glasovan kot eno od novih sedem čudes sveta . Petra je simbol Jordanije in je njena najbolj obiskana turistična znamenitost. Leta 2010 je bilo 1 milijon obiskovalcev, v naslednjem obdobju je prišlo do padca zaradi regionalne nestabilnosti. Vendar pa se je število turistov v zadnjem času spet povečalo, leta 2017 jo je obiskalo okoli 600.000 turistov.

## Geografija
Plinij starejši in drugi pisci identificirajo Petro kot glavno mesto Nabatejcev in središče njihove trgovine. Petra je obkrožena z visokimi skalami, skoznjo ob večjih padavinah občasno teče potok in je imela prednosti trdnjave. Obvladovala je glavne trgovske poti, ki so jo prečkale do Gaze na zahodu, v Bosro in Damask na severu, v Akabo in Leuce Come ob Rdečem morju in čez puščavo do Perzijskega zaliva.
Izkopavanja so pokazala sposobnost Nabatejcov za upravljanje oskrbe z vodo, kar je pripeljalo do vzpona puščavskega mesta in ustvarilo umetno oazo. Območje dosežejo hudourniške poplave, arheološki dokazi pa kažejo, da so Nabatejci nadzorovali te poplave z uporabo jezov, zbiralnikov in vodovoda. Te inovacije so shranjevale vodo za daljša obdobja suše in omogočile mestu, da se je uspelo razvijati.
V antičnih časih se je Petri morda lahko približalo z juga po poti, ki je vodila preko planote, okoli Jabal Harouna ('Aaronova gora'), kjer je lokacija Aronove grobnice, Arona, Mojzesovega brata. Drug pristop je bil mogoč na visoki planoti proti severu. Danes se večina sodobnih obiskovalcev približa mestu z vzhoda. Impresivni vzhodni vhod vodi strmo, temno, ozko sotesko (na nekaj mestih le 3-4 m široka), ki se imenuje Sik ('gred'), naravna geološka značilnost, oblikovana iz globokega geološkega preloma v peščenjaku in služi tudi kot vodna pot, ki teče v Wadi Musa. Na koncu ozke soteske stoji Petrin najbolj znamenit ostanek, Al-Khazneh (znan pod imenom 'Zakladnica'), ki je bil vklesana v peščenjakovo pečino. Medtem ko je v izjemno ohranjenem stanju, lice strukture zaznamuje stotine lukenj, ki so jih naredila lokalna beduinska plemena, ki so upala, da bodo našla bogastvo, o katerem se govorilo, da je v njem skrito .
Malo dlje od Zakladnice, ob vznožju gore imenovane en-Nejr, je veliko gledališče, ki je postavljeno tako, da omogoča pogled na številne grobnice. Amfiteater je bil med gradnjo vklesan v pobočje, tako kot več grobnic v bližini. Pravokotne vrzeli med sedeži so še vedno vidne. S treh strani ga skoraj obdajajo rožnate gorske stene, razdeljene v skupine z globokimi razpokami in obložene z izrastki, izrezani iz skale v obliki stolpov.

## Zgodovina

### Domorodna oblast
Do leta 2010 pr. n. št. so se prvi kmetje naselili v Beidhi, predkeramično naselje severno od Petre . Petra je navedena v egipčanskih zapisih o pohodih in Amarnskih pismih kot so Pel, Sela ali Seir. Čeprav je bilo mesto ustanovljeno sorazmerno pozno, je tam že od nekdaj stalo svetišče. Židovski zgodovinar Jožef Flavij (približno 37-100) opisuje območje, ki so ga naseljevali Madianiti že leta 1340 pr. n. št. in da je narodu vladalo pet kraljev, in so mu rekli Rekem; »mesto, ki nosi to ime je uvrščeno najvišje v deželi Arabcev in ga do danes imenuje celoten arabski narod, po imenu njenega kraljevega ustanovitelja, Rekeme: Petra so ga poimenovali Grki« . Slavna arhitektura Petre in druga nabatejska mesta so imela pogosto grške arhitekte.
Nabatejci so bili med mnogimi nomadskimi beduinskimi plemeni, ki so zavzeli Arabsko puščavo in se selili s svojimi čredami, kjer koli so našli pašnike in vodo. Seznanili so se z območjem v raznih letni časih in se trudili preživeti v slabih letih, ko so sezonske padavine izostale. Čeprav so Nabatejce najprej dajali v aramejsko kulturo, so sodobni znanstveniki zavrnili teorijo o tem. Namesto tega arheološki, verski in jezikovni dokazi potrjujejo, da so severno arabsko pleme .
Semitsko ime mesta, če ni Sela, še ni znano. Odlomek v [[Diodor Sicilski|Diodora Sicilskega (xix. 94-97), ki opisuje ekspedicije, ki jih je Antigon I. poslal proti Nabatejcem leta 312 pr. n. št., je treba razumeti, da bi osvetlili zgodovino Petre, toda "petra" (skala), kot se imenuje naravna utrdba in kraj pribežališča ne more biti ustrezno ime; opis pa pomeni, da metropola še ni obstajala, čeprav so jo tam uporabljali Arabci .
Ime Rekem je bilo vpisano v skalno steno Wadi Musa nasproti vhoda v Sik. Ko je Jordanija zgradila most čez Wadi, je bil ta napis pokopan pod betonom.

### Srednja antika
Leta 106, ko je bil Cornelius Palma guverner Sirije, je bil del Arabije pod vladavino Nabatejcev vključen v Rimsko cesarstvo kot del Arabia Petraea in postal njena prestolnica. Domača rodbina se je končala, vendar je mesto še naprej uspevalo. V obdobju  Trajana in Hadrijana je bila posodbljena kraljevska cesta. Stoletje kasneje, v času Aleksandra Severa, ko je mesto na vrhuncu svojega sijaja, se kovanje kovancev zaključi. Ni več gradnje razkošnih grobnic, ki se očitno pojavijo v neki nenadni katastrofi, kot je na primer invazija perzijske vojske pod Sasanidskim cesarstvom. Medtem ko je Palmira (cvetela med 130-270) postajala pomembna in je privlačila arabsko trgovino, se je pomen Petre zmanjševal. Vendar se zdi, da se je obdržala kot verski center. Na tej lokaciji je bila zgrajena še ena rimska cesta. Epifan iz Salamisa (c.315-403) piše, da je bil v njegovem času 25. decembra praznovan praznik v čast device Khaabou in njenega potomstva Dušara. Dušara in al-Uzza sta bili dve od glavnih božanstev mesta, ki je sicer vključeval mnogo idolov drugih bogov, kot sta Allat in Manat .

### Pozna antika do zgodnjega srednjega veka
Petra je hitro padla pod rimsko vladavino, v veliki meri zaradi revizije trgovskih poti na morju. Leta 363 je potres uničil številne stavbe in vitalni sistem upravljanja voda . Zadnji prebivalci so mesto zapustili (dodatno oslabljen s še drugim velikim potresom leta 551), ko so leta 663 regijo osvojili Arabci. Staro mestno jedro Petre je bilo glavno mesto bizantinske province Palaestina Salutaris. V in okoli Petre so bile v bizantinski dobi postavljene številne cerkve. Pri izkopavanju je bilo v eni od njih odkritih več kot 150 papirusov, ki so vsebovali predvsem pogodbe. Razvaline Petre so bile predmet srednjeveške radovednosti in ob koncu 13. stoletja jih je obiskal egiptovski sultan Bairbars.

### 19. stoletje
Prvi Evropejec, ki jo je opisal, in jo je leta 1812 obiskal, je bil švicarski popotnik Johann Ludwig Burckhardt. Takrat je grška cerkev v Jeruzalemu upravljala škofijo v Al-Karaku po imenu Battra (باطره v arabščini in Πέτρας v grščini); med jeruzalemskimi kleriki je vladalo mnenje, da je bil Al-Karak starodavno mesto Petra.
Škotski slikar David Roberts je obiskal Petro leta 1839 in se vrnil v Anglijo s skicami in zgodbami o srečanju z lokalnimi plemeni.
Ker so bile strukture zaradi starosti in erozije poškodovane, so mnoge grobnice postale ranljive za tatove, tako so bili ukradeni številni zakladi. Leta 1929 je štiričlanska ekipa, ki so jo sestavljali britanski arheologi Agnes Conway in George Horsfield, palestinski zdravnik in strokovnjak za folkloro dr. Tawfiq Canaan in danski znanstvenik dr. Ditlef Nielsen, izkopali in raziskali Petro .
Številne svitke v grščini in datirane iz bizantinskega obdobja so v Petri, decembra 1993, odkrili v izkopani cerkvi blizu templja Krilatega leva.

### T. E. Lawrence
Oktobra 1917 so se, kot del splošnih prizadevanj za preusmeritev osmanskih vojaških virov od britanskega napredovanja pred tretjo bitko v Gazi, proti osmanskemu režimu uprli Arabci v Petri pod vodstvom britanskega oficirja T. E. Lawrenca (Lawrence Arabski). Beduinske ženske, ki so živele v bližini Petre in pod vodstvom žene šejka Khallila, so se zbrale, da se bodo borile v uporu mesta. Uporniki so ob podpori britanske vojske uničili osmanske sile .

### Pozno 20. stoletje: vpis na seznam Unescove dediščine
Bidoul / Bidul ali beduine je jordanska vlada leta 1985 prisilno preselila iz njihovih jamskih bivališč v Petri v Umm Sajhoun / Um Seihun, pred Unescovim postopkom imenovanja. Opremili so jih s stanovanjskimi stavbami z nekaj infrastrukture, vključno s kanalizacijo in vodovodnim sistemom. Med šestimi skupnostmi v regiji Petra je Umm Sajhoun ena manjših skupnosti. Vas Wadi Musa je največja na območju, ki jo večinoma naseljujejo Lajatnah beduini in je zdaj najbližje naselje centru za obiskovalce, glavnemu vhodu skozi Sik in na splošno arheološkemu najdišču. Umm Sajhoun omogoča dostop za pešce do povratne poti na najdišče, Wadi Turkmanijeh .
Območje Petre je bilo 6. decembra 1985 vpisano na seznam Unescove svetovne dediščine. V popularni anketi leta 2007 je bilo imenovano tudi za eno od novih sedem čudes sveta.
Bidouli spadajo v enega izmed plemen Bedu, katerih kulturno dediščino in tradicionalne spretnosti je Unesco poskusno vpisal na seznam nematerialne kulturne dediščine leta 2005 in dokončno leta 2008 .
V letu 2011 je po 11-mesečnem načrtovanju projekta uprava Petre za razvoj in turizem v sodelovanju z DesignWorkshop in JCP s. r. l objavila strateški glavni načrt, ki napoveduje razvoj regije Petra. Namenjen je usmerjanju načrtovanega razvoja regije na učinkovit, uravnotežen in trajnosten način v naslednjih 20 letih v korist lokalnega prebivalstva in Jordanije na splošno. Kot del tega je bil za Umm Sayhoun in okolico razvit strateški načrt .
Proces oblikovanja strateškega načrta je upošteval potrebe območja s petih vidikov:
- socialno-ekonomski vidik
- perspektiva arheološkega parka Petra
- perspektiva turističnega produkta Petre
- perspektiva rabe zemljišč
- okoljski vidik

### Petra danes
27 lokacij v Petri je dostopnih na Google Street View.
Leta 2016 so arheologi s satelitskimi posnetki odkrili veliko, prej neznano monumentalno zgradbo, ki je bila zasuta pod peskom Petre.

## Težave
Arheološka lokacija trpi zaradi množice groženj, vključno s propadom antičnih struktur, erozijo zaradi poplav in neustreznim odtekanjem deževnice, izločanjem soli, neustreznim obnavljanjem starodavnih struktur in netrajnostnim turizmom. Zadnji se je bistveno povečal zlasti po letu 2007, zaradi široke medijske pokritosti za internet in mobilne telefone kot novo med sedmimi čudesi sveta.
V poskusu zmanjšanja vpliva teh groženj je bil leta 1989 ustanovljen Petra National Trust (PNT). Sodeloval je s številnimi lokalnimi in mednarodnimi organizacijami v projektih, ki spodbujajo varovanje, ohranjanje in zaščito mesta Petra. Poleg tega sta Unesco in ICOMOS nedavno sodelovala pri objavi svoje prve knjige o človeških in naravnih grožnjah občutljivim območjem svetovne dediščine. Petro so izbrali kot prvi in najpomembnejši primer ogrožene krajine. Knjiga, izdana leta 2012, Turizem in upravljanje arheološke dediščine v Petri: vodnik za razvoj ali uničenje?, je bila prva v seriji pomembnih knjig, ki so obravnavale samo naravo teh poslabšanih stavb, mest, območij in regij. Naslednje knjige v vrsti poslabšanih območij Unescove svetovne dediščine bodo vključevale Machu Picchu, Angkor Wat in Pompeje.
People for the Ethical Treatment of Animals (PETA) so leta 2018 objavili videoposnetek, ki izpostavlja zlorabo delovnih živali v Petri. PETA je trdila, da so živali prisiljene nositi turiste ali vleči vozove vsak dan. Videoposnetki so pokazali pretepanje in bičanje delovnih živali, pri čemer se je mučenje intenziviralo, ko so živali zrušile. PETA je razkrila tudi nekatere ranjene živali, vključno kamele z muhami, ki so jih napadle na odprte rane. Jordanski organ, ki upravlja mesto, se je odzval z odprtjem veterinarske klinike in z ozaveščanjem upraviteljev živali.

## Religija
Nabatejci so v predislamski dobi častili arabske bogove in boginje, pa tudi nekaj svojih božanskih kraljev. Eden, Obodas I., je bil po smrti po božje čaščen. Dušara je bil primarni moški bog, ki so ga spremljale njegove tri ženske boginje: Al-'Uzzá, Allat in Manāt. Mnogi kipi, izklesani v skalo, prikazujejo te bogove in boginje. Novi dokazi kažejo, da sta širša edomitska in nabatejska teologija močno povezovali razmerje Zemlja-Sonce, ki sta se pogosto pojavljala v usmeritvi uglednih struktur Petre glede na ekvinokcij ali solsticij oziroma sončni vzhod in zahod.
V Petri je bila najdena (Glueck 516) Stela, posvečena Qos-Allahu ('Qos je Allah' ali 'Qos bog' Qosmilka (melech-kralj)). Qos je prepoznaven pri Kaušu (Qaush), bogu starejših Edomitov. Stela je rog in pečat iz edomitskega Tavilana blizu Petre, prikazuje zvezdo in polmesec (Browning 28), oba v skladu z luninim božanstvom. Možno je, da bi slednji lahko izhajal iz trgovine z Harranom (Bartlett 194). Razpravlja se o naravi Qos (qaus-lok), ki je bil identificiran kot lovski lok (lovskim bogom) kot z mavrico (vremenskim bogom), čeprav je polmesec nad stelo tudi lok.
Nabatejski napisi na Sinaju in na drugih krajih kažejo razširjeno sklicevanje na imena kot so Allah, El in Allat (bog in boginja), z regionalnimi sklici na al-Uzzo, Baal in Manutu (Manat) (Negev 11). Allat je tudi na Sinaju v južnem Arabskem jeziku. Allah se pojavlja zlasti kot Garm-'alahi - bog deded (grški Garamelos) in Aush-allahi – 'bogovi zaveze' (grško Ausallos). Našli so Shalm-lahi 'Allah je mir' in Shalm-alat, 'boginja miru'. Našli so tudi Amat-allahi 'služabnica boga' in Halaf-lahahija 'naslednik Alaha'. 
Samostan, največji spomenik Petre, izhaja iz 1. stoletja pred našim štetjem. Posvečen je bil Obodasu I. in verjamejo, da je simpozij Oboda boga. Te informacije so vpisane na ruševinah samostana (ime je prevod arabske Ad Deir).
Krščanstvo je našlo pot v Petro v 4. stoletju, skoraj 500 let po ustanovitvi mesta kot trgovskega centra. Athanasius omenja škofa iz Petre (Anhioh. 10) po imenu Asterius. Kot cerkev je bila uporabljena vsaj ena grobnica ('grobnica z žaro'?). V rdečih barvnih napisih je zapisana posvečenost »v času najsvetejšega škofa Jasona« (447). Po islamskem osvajanju 629-632 je krščanstvo v Petri, kot večini Arabije, nadomestil islam. Med prvo križarsko vojno je Petro zasedel Baldvin I. iz Jeruzalemskega kraljestva in oblikoval drugi fevd baronije Al Karak (v gospostvu Oultrejordain) z naslovom Château de la Valée de Moyse ali Sela. Ostal je v rokah Frankov do leta 1189. Še vedno je naslovna katoliška cerkev.
V Petri in okolici sta poznana dva križarska gradova. Prvi je al-Wu'ayra in leži severno od Wadi Muse. Vidi se s poti v Malo Petro. To je grad Valle Moise, ki ga je s pomočjo lokalnih muslimanov zasegla skupina Turkov in so ga križarji povrnili šele, ko so začeli uničevati oljke v Wadi Musi. Morebitna izguba možnosti preživljanja je privedla do tega, da so se domačini pogajali o predaji. Drugi je na vrhu el-Habis v središču Petre in je dostopen z zahodne strani Qasr al-Binta.
Po arabski tradiciji je Petra mesto, kjer je Mojzes (Musa) udaril skalo s svojo palico in je pritekla voda in kjer je pokopan Mojzesov brat Aron (Harun) na gori Hor, danes znani kot Jabal Haroun ali gora Aron. Wadi Musa je arabsko ime za mesto in ozko dolino, na čelu katere je nameščena Petra.

## V popularni kulturi

### Filmi
Lokacija je prikazana v filmih, kot so: Indiana Jones and Last Crusade, Arabian Nights, Passion in the Desert, Mortal Kombat: Annihilation, Sinbad in Eye of the Tiger, the Mummy Returns, Transformers: Revenge of the Fallen, Samsara in Kajraare.

### TV
- Petra je bila prisotna v epizodi 3 iz serije Idiot v tujini, 2010.
- Petra je bila prisotna v 20. epizodi Misaeng. [49] [50]
- Petra je bila predstavljena v epizodi Time Scanners, izdelana za National Geographic, kjer je bilo šest starih struktur lasersko skeniranih, rezultati pa so bili vgrajeni v 3D modele [51]. Preučevanje modela Petre je razkrilo vpogled v to, kako je bila zgradba zgrajena. [52]
- Petra je bila v središču ameriške PBS Nova special, Petra: Lost City of Stone, [53] katerega premiera je bila v februarju 2015 v ZDA in Evropi.

### Glasbeni in video posnetki
- Težkometalni bend Helloween je Petro omenil na posnetku iz leta 2013, Nabataea na albumu Straight Out of Hell.
- Leta 1977 so libanonski bratje Rahbani napisali muzikal Petra kot odgovor na libanonsko državljansko vojno. [54]
- Sestre Mercy so februarja 1988 posnele svoj glasbeni video za Dominion / Mother Russia v in okoli Al Khazneha. [55]
- Leta 1994 je Petra v video posnetku video Spiritual Love, Urban Species. [56] [57]
- Avstrijska simfonična metalna skupina Serenity ima Petro na četrtem studijskem albumu War of Ages (album Serenity) na posnetku Shining Oasis.

### Video igre
- Petra je bila poustvarjena za video igrah Spy Hunter (2001), Outrun 2, King's Quest V, Lego Indiana Jones, Sonic Unleashed, Knights of the Temple: Infernal Crusade, Civilization V, Civilization VI, Europa Universalis IV, Metal Gear Solid 5: The Phantom Pain in Overwatch.